# Mangan(VII)oxid
Mangan(VII)oxid, Mn2O7, är en högexplosiv och starkt oxiderande grön och oljig vätska.

## Egenskaper
Ämnet är svårt att förvara eftersom vätskan kan övergå till gas och antända papper eller andra brännbara ämnen. Mangan(VII)oxiden smälter vid 5,9 °C och sönderdelas explosivt vid uppvärmning till mangandioxid (MnO2) och ozon (O3).
{\displaystyle {\rm {Mn_{2}O_{7}\rightarrow 2\ MnO_{2}+O_{3}}}}

## Framställning
Mangan(VII)oxid tillverkas genom att låta svavelsyra (H2SO4) reagera med kaliumpermanganat (KMnO4).
{\displaystyle {\rm {2\ KMnO_{4}+2\ H_{2}SO_{4}\rightarrow Mn_{2}O_{7}+H_{2}O+2\ KHSO_{4}}}}
Det är en mycket farlig reaktion och den kan lätt explodera av sig själv eller reagera med många organiska material.